# شهرستان بیاوستوک
شهرستان بیاوستوک (به لهستانی: Powiat Białystok) یک شهرستان در لهستان است که در استان پودلاسکی واقع شده‌است. شهرستان بیاوستوک ۲٬۹۸۴٫۶۴ کیلومتر مربع مساحت و ۱۳۶٬۷۹۷ نفر جمعیت دارد.